# Dúdor István
Dúdor István (Deresk, 1949. november 11. – Tornalja, 1987. június 23.) magyar festő és grafikus.

## Életpályája
Deresken (mai Szlovákia) született 1949. november 11-én. Bacskai Bélánál, Szabó Gyulánál tanult magánúton, majd a prágai Képzőművészeti Egyetemre járt, ahol prof. František Jiroudeknél végzett. Művészi kifejezési módját elsősorban a tájképfestésben találta meg, a gömöri táj festőjeként tartják nyilván. Egész életében ragaszkodott közvetlen szülőföldjéhez, de a hétköznapjait intenzíven, nagyon sokat utazva Prága-Pozsony-Budapest között élte le. Munkáit életében nem akarták elismerni, a „számkivetett művész” típusa, akinek kizárólag csak a művészetbe való hite és mély meggyőződése számított. Nagyon sokszor nevezik őt „A földre zuhant gömöri Ikarosz”-nak. Életében sokszor megalázták, munkáit ellopták, mely a halála után tovább folytatódott. Manapság egyre többen kezdik felismerni jelentőségét és mély emberségét. Nagyon fiatalon, Tornalján (Tornal'a, Szlovákia) 1987. június 23-án hunyt el.

## Művészete
Már tanulmányai idején is jelentek meg rajzai, illusztrációi szlovákiai magyar nyelvű lapokban. Valójában a gömöri táj bensőséges ábrázolója. Ikaros c. festménye mintegy saját életének szimbóluma is egyben, s mindazoké, akik szülőföldjükön szeretnének boldogulni.

## Művei
- (Év nélkül)Ikarosz[3] (vegyes technika, 64 x 88 cm)
- 1986 A tavasz színei (vegyes technika, 43 x 61 cm)